# Piroscsőrű fütyülőlúd
A piroscsőrű fütyülőlúd más néven feketehasú fütyülőlúd (Dendrocygna autumnalis) a lúdalakúak (Anseriformes) rendjébe, ezen belül a récefélék (Anatidae) családjába, a fütyülőludak (Dendrocygninae) alcsaládjába tartozó trópusi úszómadár.

## Előfordulása
Az USA déli részén, Közép-Amerika és Dél-Amerika trópusi területein fordul elő. Tavaknál, vizes élőhelyeken érzi jól magát.

## Megjelenése
Hossza 48-53 centiméter, tömege 502-820 gramm. A nemek hasonlóak, bár a hímek némileg kisebbek a nőstényeknél.
Arca, nyaka két oldala szürke. Feje teteje és nyakának hátulja barnásfekete. Háta sötétbarnából, világosbarnába megy át. Hasa fekete, csőre és lába piros.
Hangja a többi fütyülőlúdhoz hasonlóan jellegzetes, három hangból álló dallamos fütty.

## Életmódja
Többnyire a nagyobb nyílt vízfelületekhez kötődik. Vízben úszva és búvárkodva keresi táplálékát. Növényi részekkel, magvakkal, kisebb gerinctelenekkel, olykor gyümölcsökkel táplálkozik.

## Szaporodása
Fészkét többnyire fűből és gyökerekből építi, sokszor fákon vagy azok gyökerei között. (A fán fészkelés szokása miatt a fütyülőludakat az angol nyelvben olykor tree duck fán élő kacsa névvel illetik).
|  |  |